# Alen Bisevac
Alen Bisevac (* 17. Februar 1989) ist ein ehemaliger österreichischer Tennisspieler.

## Karriere
Bisevac spielte wenige Turniere auf der ITF Junior Tour und erreichte dort eine Platzierung in den Top 600.
Bisevac trainierte genau wie sein Bruder Amel eine Zeit lang an der Equelite Sportakademie der ehemaligen spanischen Nummer 1 im Tennis Juan Carlos Ferrero in Spanien. 
Bei den Profis war Bisevac nur kurz von 2007 bis 2008 aktiv. Er spielte drei Turniere der ITF Future Tour, die er im Einzel und Doppel immer in der ersten Runde verlor. Bei anderen Turnieren schaffte er es nicht ins Hauptfeld. Das einzige Match auf der ATP Tour spielte er 2008 in Valencia. Für den Doppelwettbewerb erhielt er mit Andoni Vivanco-Guzmán zusammen eine Wildcard. Gegen die späteren Finalisten Travis Parrott und Filip Polášek unterlagen sie im Match-Tie-Break. In der Tennisweltrangliste war Bisavac nie platziert.
Nach dem ausbleibenden Erfolg kehrte Bisevac nach Österreich zurück und gab das Tennisspielen auf. 2021 gründeten Amel und Alen die Bisavec Tennis Academy in Wien.